# Тубан
Тубан (α Dra / α Draconis / альфа Дракона) — звезда 3-й звездной величины, белый гигант в созвездии Дракона. Находится на расстоянии примерно 270 световых лет от Солнца. Хотя Тубан и имеет обозначение «альфа», по яркости среди звёзд Дракона он занимает только восьмое место. Название звезды происходит от араб. ثعبان‎ — «змея».
Около 4500 лет назад (приблизительно в период 3500—1500 годов до н. э.) среди ярких звезд Тубан был наиболее близок к северному полюсу мира и был поляриссимой того времени.
По данным телескопа TESS, Альфа Дракона является тесной двойной звёздной системой. Период обращения звёзд вокруг общего центра масс составляет 51,4 дня. Расстояние между звёздами составляет примерно 61 млн км.